# Exodictyon sullivantii
Exodictyon sullivantii là một loài rêu trong họ Calymperaceae. Loài này được Dozy & Molk. M. Fleisch. mô tả khoa học đầu tiên năm 1904.